# Sekretariats- und Syndikatshaus

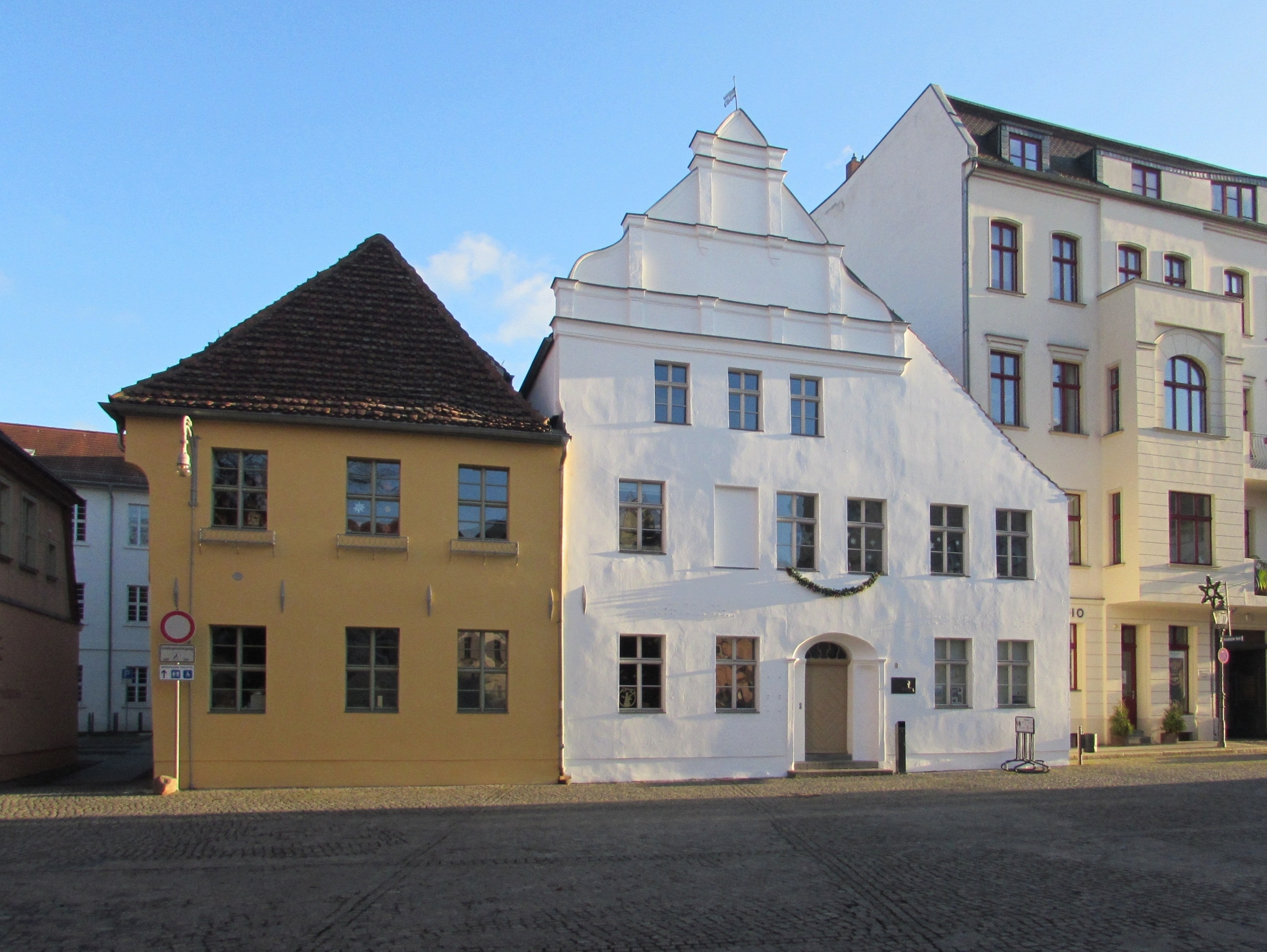
Linker Teilbau das Syndikatshaus, rechts das Sekretariatshaus

Das Sekretariats- und Syndikatshaus ist ein historisches und auffälliges Doppelhaus in der Stadt Brandenburg an der Havel. Die Gebäudehälften entstanden im 16. Jahrhundert. Das Doppelgebäude ist als Baudenkmal ausgewiesen.

## Geschichte
Das Sekretariats- und Syndikatshaus beziehungsweise die Teilbauten wurde in der ehemals selbstständigen Altstadt Brandenburg am Altstädtischen Markt in Nachbarschaft zum Altstädtischen Rathaus errichtet. In den Jahren 1513 bis 1514 wurde das Syndikatshaus, der vom Marktplatz betrachtet linke Hausteil errichtet. Das Syndikatshaus war, wie bereits der Name verrät, Wohn- und Arbeitsstätte des Syndikus, des Bevollmächtigte für die Rechtsgeschäfte der Altstadt. Die Altstadt verfügte über eine eigene und unabhängige Rechtsprechung und am Altstädtischen Markt befand sich auch die Gerichtslaube. Etwa fünfzig Jahre nach dem Syndikatshaus, um 1565, wurde südwestlich angebaut das Sekretariatshaus errichtet. Dieser Gebäudeteil fällt durch einen Renaissancegiebel auf. 
1715 wurde die (teil-)selbstständige Altstadt mit der Neustadt Brandenburg zur Stadt Brandenburg an der Havel vereinigt. Da mit der Stadtvereinigung das Altstädtische Rathaus seine Funktion verlor, wurde auch das benachbarte Syndikatshaus nicht mehr kommunal genutzt. 1724 erfolgte ein barocker Umbau, in dessen Rahmen beide Gebäudeteile baulich vereinigt wurden. Das Sekretariats- und Syndikatshaus war von 1753 bis 1803 Lager für Garne, Waren und Handwerkzeuge. Im Altstädtischen Rathaus war in dieser Zeit eine Barchentmanufaktur untergebracht. Im 19. Jahrhundert wurde ab 1825 eine Elementarschule für Mädchen und ab 1867 eine Gemeindeschule für Jungen untergebracht. 

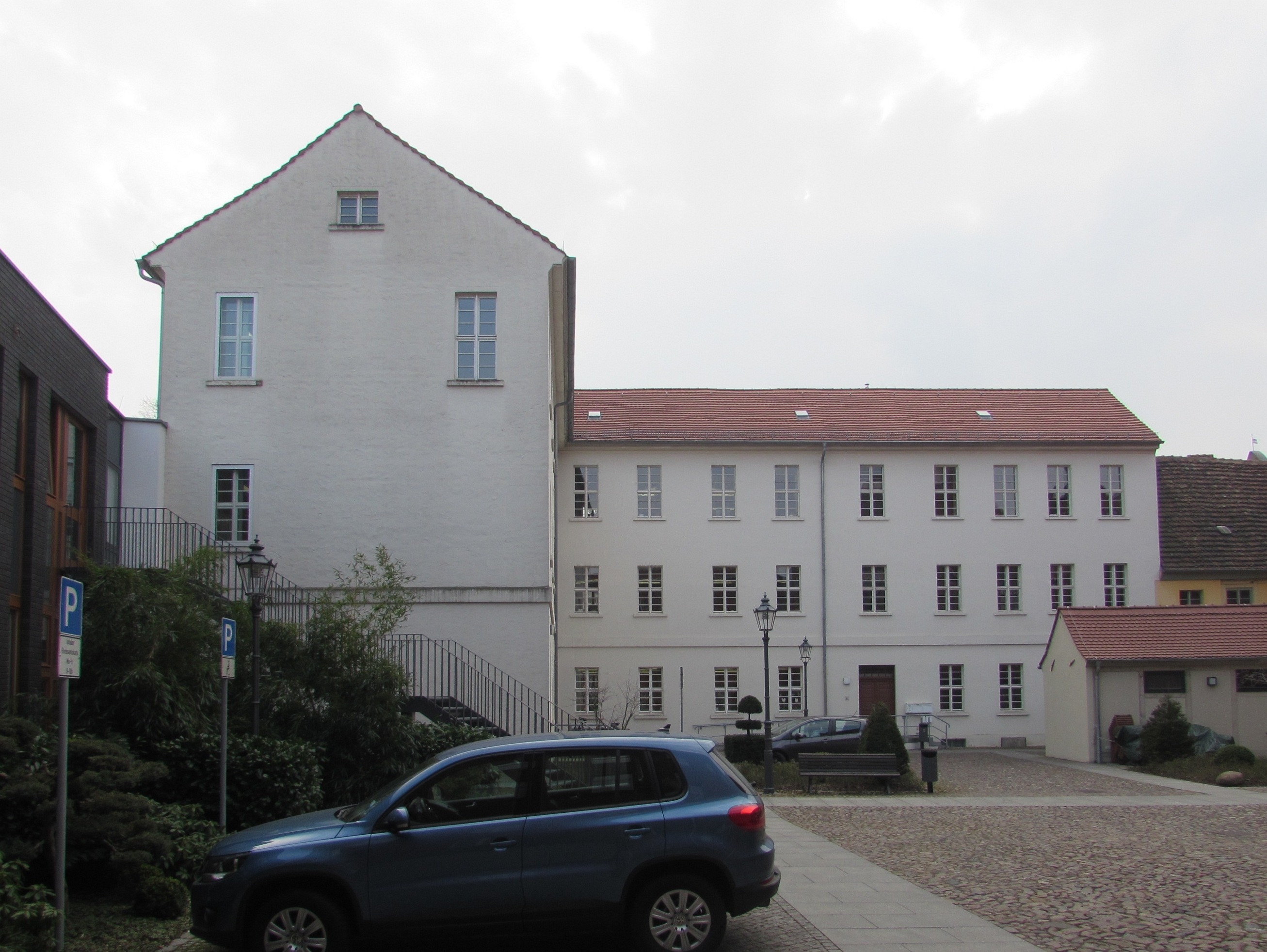
Auf der Rückseite angebauter zweiflügliger Krankenhausbau

1841/42 baute und 1843 eröffnete man hinter dem Syndikatshaus einen ursprünglich zweigeschossigen, ab 1855 dreigeschossigen, zweiflügligen Krankenhausneubau an. 1881 wurde auch das Vorderhaus vom städtischen Krankenhaus übernommen und in dieses integriert. Im Krankenhaus am Altstädtischen Markt verstarb das Brandenburger Original Fritze Bollmann am 7. Mai 1901. Nur knapp zwei Monate später zog das Hospital in das neugebaute Städtische Klinikum an der Hochstraße und aus den Räumlichkeiten am Altstädtischen Markt aus. Statt diesem zog das städtische Wohlfahrtsamt in das leerstehende Gebäude. Ab 1975 war das Stadtarchiv untergebracht. Bis 2002 erfolgte eine umfangreiche Sanierung und Restaurierung des Gebäudes. Im Anschluss zog die Fouqué-Bibliothek, die städtische Bibliothek, in das Haus Sekretariats- und Syndikatshaus und den sich anschließenden ehemaligen Krankenhausbau.

## Bauwerk
Das Sekretariats- und Syndikatshaus besteht aus zwei Einzelgebäuden, die nachträglich baulich zusammengefasst wurden. Das linke Syndikatshaus ist ein schlichter zweistöckiger Putzbau mit Rechteckfenstern und einem mit Biberschwänzen eingedeckten Walmdach. An der freien, nach Nordosten ausgerichteten Seitenwand liegt ein Teil des sich sonst unter dem Putz befindlichen Fachwerks frei. Auffällig ist ein vorkragendes Giebelohr.
Das rechte Sekretariatshaus hat einen eindrucksvollen Renaissancegiebel. Dieser Schweifgiebel ist asymmetrisch, da zum Syndikatshaus die Traufe im Verhältnis zur freien, südwestlichen Seite ein Stockwerk höher ist. Dadurch ergibt sich ein dreistöckiger Teilbau. In diesem befindet sich das Portal. Dieses ist schlicht gestaltet und korbbogig. Im Renaissancegiebel fallen Gesimse und Lisenen als Schmuckelemente auf. Bei der letzten Sanierung bekamen beide Haushälften verschiedenfarbige Anstriche.